# Lake Leake
Lake Leake är en sjö i Australien. Den ligger i delstaten Tasmanien, i den sydöstra delen av landet, omkring 100 kilometer nordost om delstatshuvudstaden Hobart. Lake Leake ligger 571 meter över havet. Arean är 5,6 kvadratkilometer. Den sträcker sig 4,2 kilometer i nord-sydlig riktning, och 3,5 kilometer i öst-västlig riktning.
I omgivningarna runt Lake Leake växer i huvudsak städsegrön lövskog. Trakten runt Lake Leake är nära nog obefolkad, med mindre än två invånare per kvadratkilometer. Genomsnittlig årsnederbörd är 596 millimeter. Den regnigaste månaden är november, med i genomsnitt 89 mm nederbörd, och den torraste är augusti, med 37 mm nederbörd.